# Les fabuloses Tortugues Ninja 3
Les fabuloses Tortugues Ninja 3 (títol original: Teenage Mutant Ninja Turtles III) és una pel·lícula estatunidenca de Stuart Gillard estrenada l'any 1993. Ha estat doblada al català. És l'opus menys apreciat de la trilogia, classificat generalment com film per nens mentre que els precedents lliuraments eren molt més madurs i violents. El guió inclou un viatge temporal al Japó feudal amb l'ajuda d'un ceptre màgic i ja no entén Shredder i la seva set de poder. A més el look general de les tortugues ha canviat radicalment, deixant-los físicament més pròxima als dibuixos animats.

## Argument
Al Japó, al segle xvii. Quatre samurais persegueixen el príncep Kenshin que s'ha amotinat contra el seu pare. Detingut i empresonat, Kenshin agafa un ceptre. Dels nostres dies, a Nova York, la periodista April O'Neil, ha vingut a oferir als seus amics Leonardo, Donatello, Raphael, Michelangelo i Splinter el mateix ceptre que ha trobat en un antiquari. Mentre que en llegeix la inscripció, desapareix i Kenshin apareix en el seu lloc. Les quatre tortugues Ninja tornen al segle xvii per lliurar April i ajudar la princesa Mitsu a resistir a la invasió de les tropes del rei Norinaga. Seran ajudats per un jove pirata Whit Whitley, l'avantpassat de Casey Jones…

## Repartiment i doblatge al català
- Mark Caso: Leonardo  (Gal Soler)
- Matt Hill: Raphael (Antoni Forteza)
- David Fraser: Michelangelo (Jaume Villanueva)
- Jim Raposa: Donatello (Francesc Figuerola)
- Paige Turco: April O'Neil (Teresa Manresa)
- Elias Koteas: Casey Jones / Whit (Josep Maria Mas)
- Stuart Wilson: Walker (Pep Torrents)
- Sab Shimono: Senyor Norinaga (Joan Anton Ramoneda)
- Vivian Wu: Mitsu (Núria Domènech)
- James Murray: Hamato Yoshi / Splinter (Pepe Antequera)
- Henry Hayashi: Kenshin
- John Aylward: Niles
- Travis A. Moon: Yoshi
- Tad Horino: L'avi
- Mak Takano: El guarda d'honor no 1
- Steve Akahoshi: El guarda d'honor no 2
- Kent Kim: El guarda d'honor no 3
- Ken Kensei: El guarda d'honor no 4

El doblatge de la pel·lícula va produir-se durant el 1998.

## Banda original
1. Tarzan Boy - Baltimora
2. Can't Stop Rockin' - ZZ Top
3. Rockin' Over the Beat - Technotronic feat Ya Kid K
4. Conga - The Barrio Boyzz
5. Turtle Jam - Psychedelic Dust feat Loose Bruce
6. Figher - Definition of Sound
7. Yoshi's Theme - John Del Prez & Ocean Music
8. Turtle Power - Partners in Kryme
9. Tarzan Boy (Remix) - Baltimora
10. Rockin' Over The Beat (Rockin' Over Manchester Hacienda Remix) - Technotronic feat Ya Kid K